# Vanuatu aux Jeux olympiques d'été de 2000
Vanuatu participe aux Jeux olympiques d'été de 2000 à Sydney en Australie. Il s'agit de sa 4e participation à des Jeux d'été. À 62 ans, Francois Latil est le plus vieux athlète à participer à ces jeux[réf. nécessaire]. 

## Athlétisme
Hommes
- 100 m : Abraham Kipsen - 11,12 s au 1er tour. Il ne se qualifie pas pour le tour suivant.

Femmes
- 400 mètres haies : Mary-Estelle Mahuk : 1:02.68 min. au 1er tour. Elle ne se qualifie pas pour le tour suivant.

## Tir à l'arc
- Francois Latil - 61e place